# 사이카이도

사이카이도의 위치

사이카이도(일본어: 西海道)는 고키시치도의 하나로, 규슈와 인근 도서 지역을 포함한다.

## 연혁
7세기 말 일본의 국경 조사 사업이 이루어진 시기(690년경)에 그때까지 지쿠시(筑紫), 히(肥), 도요(豊)라 불리던 지역의 전(前) ・ 후(後) 분할이 확정되었고, 지쿠젠 국(筑前国),  지쿠고 국(筑後国), 히젠 국(肥前国), 히고 국(肥後国), 부젠 국(豊前国), 분고 국(豊後国)의 북부 규슈 6개 구니(国)가 탄생하였다. 
나머지 미나미큐슈(南九州)는 다이호(大宝) 2년(702년)에 사쓰마 국(薩麻国)이 성립되고, 와도(和銅) 6년(713년) 휴가국(日向国)에서 오스미국(大隅国)이 나뉘어, 규슈 1개 도내에 아홉 개의 구니가 성립되게 된다. 
그 무렵 이키(壹伎), 쓰시마(対馬), 다네(多褹) 이렇게 삼도(三島)가 각기 규슈 본토의 구니들과 나란히 위치하는 하나의 행정 단위로 위치하게 되었다. 
이들 섬마다 현지에서 채용된 군사(郡司) 위에 중앙에서 파견된 도사(島司)를 파견하여 주변 요충지 감시에 충당하게 하였다. 이렇게 하여 규슈 본토와 이들 삼도는 규슈 본토의 다자이후(太宰府)가 중앙 정부와의 사이에 위치하여 전체를 관할하는 하나의 행정기구 사이카이도(西海道)가 되었다. 
나아가 덴초(天長) 원년(824년)에 다네가시마(多褹島)의 구니를 폐지하여 오스미 국(大隅国)에 병합시키고, 조간(貞観) 18년(876년)에는 고토 열도(五島列島)와 히라도시마(平戸島) 지역을 지카노시마(値嘉島)라는 행정구역으로써 도사(島司)를 두었다. 
기본적으로는 나라 시대와 헤이안 시대를 통틀어 존속하였던 행정구역이다. 사이카이도에 속한 구니(国) 및 섬에는 고쿠후(国府)나 도후(島府)가 설치되었다.

## 행정구역으로서의 사이카이도
다음은 12개 구니 1개 섬을 포함하고 있다. 
- 지쿠젠국(筑前国) - 후쿠오카현 서부
- 지쿠고국(筑後国) - 후쿠오카현 남부
- 부젠국(豊前国) - 후쿠오카현 동부, 오이타현 북부
- 분고국(豊後国) - 오이타현 중앙부, 남부
- 히젠국(肥前国) - 사가현, 나가사키현(쓰시마섬과 이키섬 제외)
- 히고국(肥後国) - 구마모토현
- 휴가국(日向国) - 미야자키현, 가고시마현 동부
- 오스미국(大隅国) - 가고시마현 동부, 아마미 제도
  - 다네국(多褹国) - 702년에서 824년까지
- 사쓰마국(薩摩国) - 가고시마현 서부
- 이키국(壱岐国) - 나가사키현 이키섬

## 도(道)로서의 사이카이도
사이카이도 여러 구니의 고쿠후와 수도를 잇는 관도(官道)의 이름으로도 사이카이도가 쓰였으며, 일본의 이른바 '오기칠도' 중 칠도(七道)의 하나로 소로(小路)가 되었다.